# یرانوهی آدامیان
یرانوهی آدامیان (ارمنی: Երանուհի Ադամյան؛ ۱۲ ژوئیهٔ ۱۸۸۶ – ۶ آوریل ۱۹۳۱) یک بازیگر اهل ارمنستان بود. وی بین سال‌های ۱۹۲۵ تا ۱۹۴۴ میلادی فعالیت می‌کرد.

## گزیده فیلم‌شناسی
از فیلم‌ها یا برنامه‌های تلویزیونی که وی در آن نقش داشته است می‌توان به ناموس، شور و شورشور، زاره، خزپوش، دو شب اشاره کرد.